# Far di conto
Con la locuzione saper far di conto si intende la conoscenza dell'aritmetica elementare, in particolare, saper svolgere i calcoli e le operazioni più semplici.
Il far di conto viene di fatto incluso in tutti i programmi di alfabetizzazione e chi non sa far di conto viene considerato analfabeta.
L'incapacità patologica di operare con i numeri, solitamente associata a lesioni neurologiche, viene chiamata discalculia.